# Route nationale 7 (Martinique)
 (octobre 2023).
Si vous disposez d'ouvrages ou d'articles de référence ou si vous connaissez des sites web de qualité traitant du thème abordé ici, merci de compléter l'article en donnant les références utiles à sa vérifiabilité et en les liant à la section « Notes et références ».
Pour les articles homonymes, voir Route nationale 7.
La route nationale 7, ou RN 7, est une route nationale française en Martinique de 1,5 km, qui relie la RN 5 à RN 8. Elle est entièrement située dans la commune de Rivière-Salée et traverse le village de Petit-Bourg.